# Copa Chile 1984
Copa Chile 1984, eller officiellt "Copa Polla Gol", var 1984 års upplaga av fotbollsturneringen Copa Chile. Det fanns en turnering för den högsta divisionen och en för den näst högsta. Till skillnad från tidigare säsonger gav cupspelet inte bonuspoäng till seriespelet i Primera División 1984.

## Primera División

### Första omgången

#### Grupp 1
1. Cobresal, 15 poäng
2. Cobreloa, 13 poäng
3. Deportes Antofagasta, 10 poäng
4. Regional Atacama, 8 poäng
5. San Marcos de Arica, 7 poäng
6. Deportes Iquique, 7 poäng

#### Grupp 2
1. Everton, 15 poäng
2. San Luis, 14 poäng
3. Santiago Wanderers, 13 poäng
4. Unión San Felipe, 12 poäng
5. Trasandino, 11 poäng
6. Coquimbo Unido, 10 poäng
7. Deportes La Serena, 9 poäng

#### Grupp 3
1. Universidad Católica, 15 poäng
2. Magallanes, 14 poäng
3. Unión Española, 13 poäng
4. Colo-Colo, 13 poäng
5. Universidad de Chile, 11 poäng
6. Audax Italiano, 11 poäng
7. Palestino, 7 poäng

#### Grupp 4
1. Green Cross-Temuco, 15 poäng
2. Huachipato, 13 poäng
3. Rangers, 12 poäng
4. Naval, 9 poäng
5. Fernández Vial, 8 poäng
6. O'Higgins, 1 poäng

### Final
| Primera División Vinnare av Copa Chile 1984 |
| ------------------------------------------- |
| Chile                                       |
| Everton 1:a titeln                          |

## Segunda División
Iberia vinnare.